# 基山園部テレビ中継局
基山園部テレビ中継局（きやまそのべテレビちゅうけいきょく）は、佐賀県三養基郡基山町に置かれているテレビ中継局である。

## 概要
- 当中継局は、中継局名にもなっている通り、三養基郡基山町園部に置かれ、同町内の一部へ電波を発射している。

## 置局住所
- 三養基郡基山町大字園部字黒岩3470-1

## 歴史
- 1976年（昭和51年）9月8日 - アナログ中継局開局（NHK佐賀放送局）
- 1988年（昭和63年）6月23日 - アナログ中継局開局（サガテレビ）
- 2010年（平成22年）8月31日 - デジタル中継局に予備免許交付
- 2010年（平成22年）9月7日 - デジタル中継局で試験放送開始
- 2010年（平成22年）9月21日 - デジタル中継局に本免許交付
- 2010年（平成22年）10月1日 - デジタル中継局で本放送開始
- 2011年（平成23年）7月24日 - アナログ中継局の本放送終了（廃局）

## 施設概要

### 地上デジタルテレビ放送
| リモコンキーID | 放送局名          | 物理チャンネル | 空中線電力 | ERP    | 放送対象地域 | 放送区域内世帯数 |
| 1              | NHK佐賀総合テレビ | 18ch           | 50mW       | 230mW  | 佐賀県       | 154世帯          |
| 2              | NHK佐賀教育テレビ | 20ch           | 50mW       | 230mW  | 全国         | 154世帯          |
| 3              | stsサガテレビ     | 非該当         | 非該当     | 非該当 | 非該当       | 非該当           |

- stsは、デジタル中継局を置かない予定である。
- 総務省九州総合通信局から公表されているデータを参考[1]
- 佐賀・基山園部デジタル中継局の概要 （日本語）
- 出力については、アナログ放送の5%なるため、実質の減力となる。

### 地上アナログテレビ放送
| 放送局名          | チャンネル | 空中線電力        | ERP                 | 放送対象地域 | 放送区域内世帯数 |
| stsサガテレビ     | 48ch       | 映像1W /音声250mW | 映像4.9W /音声1.2W  | 佐賀県       | 約-世帯          |
| NHK佐賀総合テレビ | 54ch       | 映像1W /音声250mW | 映像3.8W /音声950mW | 佐賀県       | 約-世帯          |
| NHK佐賀教育テレビ | 58ch       | 映像1W /音声250mW | 映像3.8W /音声950mW | 全国         | 約-世帯          |

- 2011年（平成23年）7月24日24時の停波を以って廃局となる。

## 偏波面
- デジタル・アナログ共、垂直偏波。